# 灰背椋鸟
灰背椋鸟（学名：Sturnia sinensis）为椋鸟科北椋鳥屬的鸟类。在中國南部和越南北部繁殖，並於冬季遷徙至東南亞。该物种的模式产地在中国。

## 分類
灰背椋鳥由德國博物學家約翰·弗里德里希·格梅林於1788年在其修訂和擴展的卡爾·林奈《自然系統》自然系統版中正式描述。他將其歸類於黃鸝屬（Oriolus），並創造了雙名法名稱Oriolus sinensis。 種小名sinensis源自新拉丁語，意為「中國的」。 格梅林的描述基於1775年法國博學家喬治-路易·勒克萊爾·布豐伯爵在其著作《鳥類自然史》Histoire Naturelle des Oiseaux中所描述的中國「Le Kink」。弗朗索瓦-尼古拉·馬蒂內創作的手繪彩色版畫隨布豐的文字出版。
灰背椋鳥曾被歸類於椋鳥屬（Sturnus）。2008年發表的一項分子親緣關係學研究發現該屬為多系群。 在重新組織以創建單系群屬時，灰背椋鳥是五種被移至1837年由勒內·萊松提出的重建屬北椋鳥屬（Sturnia）中的一種。該物種為單型種：不承認有任何亞種。

## 描述
灰背椋鳥具有藍色的眼睛、灰色的喙，肩部有一塊白色斑塊。成年雄鳥頭部和胸部為淺棕色，腹部為白色，而成年雌鳥背部和腹部則較深棕色。這種鳥通常以大群出現。

## 分布與棲地
此鳥類分布於包括汶萊、柬埔寨、中國、印度、日本、南韓、寮國、馬來西亞、緬甸、菲律賓、新加坡、台灣、泰國和越南等亞洲國家。
在中國分布于台湾岛以及中国大陆的四川、贵州、云南、广西、湖南、福建、广东、海南等地，主要栖息于空旷地树上以及营巢于天然树洞、墙洞或裂缝中。

## 保育狀況
灰背椋鳥的保育狀況被評為「無危」。